# Yves Bot
Yves Bot (* 22. August 1947 in Château-Thierry; † 9. Juni 2019) war ein französischer Jurist und seit 2006 bis zu seinem Tod als Generalanwalt Mitglied des Europäischen Gerichtshofes.

## Karriere
Yves Bot studierte Rechtswissenschaft an der Universität Rouen und promovierte an der Universität Paris II Panthéon-Assas. Er begann seine Karriere 1970 als Rechnungsprüfer an einem Gericht. Er war dann von 1974 bis 1982 in Le Mans als Erster Amtsanwalt und anschließend in Dieppe als Staatsanwalt tätig. 1984 wurde er stellvertretender Staatsanwalt am Landgericht in Straßburg und 1986 Staatsanwalt in Bastia auf Korsika. Nachdem er zwei Jahre auf Korsika tätig gewesen war, wurde er Generalanwalt am in Caen ansässigen Berufungsgericht. Hierauf folgte eine Tätigkeit als Staatsanwalt in Le Mans. 1993 bis 1995 war er als Sonderbeauftragter des Justizministers tätig. Er kehrte hiernach in seinen Beruf als Staatsanwalt zurück und war sieben Jahre in der Funktion in Nanterre tätig. 2002 wurde Bot Staatsanwalt in Paris und 2004 Generalanwalt am Cour d’appel Paris, dem Berufungsgericht von Paris. Am 7. Oktober 2006 wurde er Generalanwalt am Europäischen Gerichtshof.
Yves Bot galt als politisch konservativ mit einer gewissen Nähe zu Nicolas Sarkozy. Im Laufe seiner Laufbahn in der französischen Justiz war er mehrfach an Verfahren mit politischem Hintergrund beteiligt. So war er während seiner Tätigkeit als Staatsanwalt in Le Mans zusammen mit dem Untersuchungsrichter Jean-Pierre Thierry an Ermittlungen gegen Vertraute des damaligen französischen Präsidenten François Mitterrand beteiligt. Während seiner Zeit in Nanterre unterband er den Versuch, Jacques Chirac im Zusammenhang mit einem Skandal der RPR zu vernehmen. Als Generalanwalt in Paris war er mit Reformen der französischen Staatsanwaltschaft betraut.
Als Generalanwalt vertrat er im Schlussantrag zu einem Vorabentscheidungsverfahren zum deutschen Apothekengesetz die Auffassung, dass die deutschen Regelungen mit der Niederlassungsfreiheit in dem Vertrag über die Europäische Union vereinbar seien.
Yves Bot verstarb am 9. Juni 2019.